# Languevoisin-Quiquery
Languevoisin-Quiquery är en kommun i departementet Somme i regionen Hauts-de-France i norra Frankrike. Kommunen ligger i kantonen Nesle som tillhör arrondissementet Péronne. År 2022 hade Languevoisin-Quiquery 193 invånare.

## Befolkningsutveckling
Antalet invånare i kommunen Languevoisin-Quiquery
| Referens: INSEE |